# Cachaça

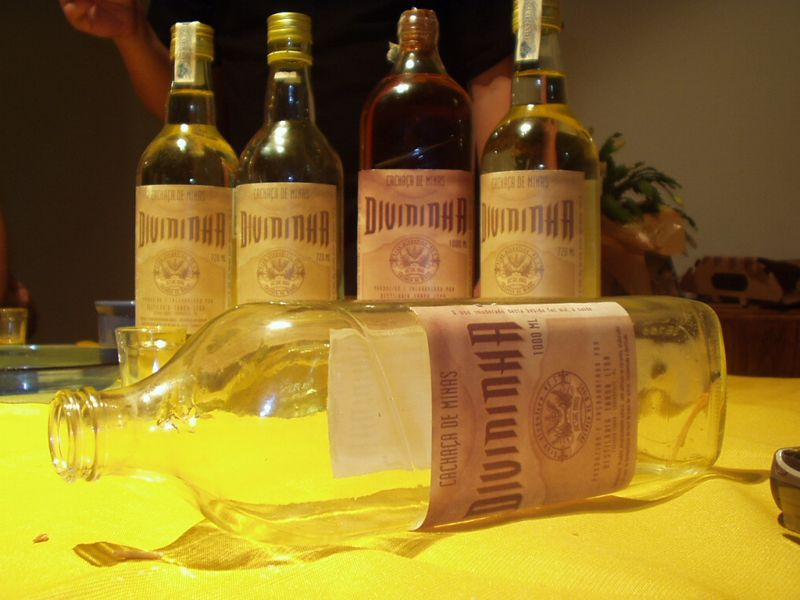
Butelki z napojem

Cachaça (wym. [ˌkaˈʃasɐ]) – popularny w Brazylii destylowany napój alkoholowy produkowany z fermentowanego soku trzcinowego, z zawartością alkoholu na poziomie 38 lub 48%, z dodatkiem sześciu gramów cukru na litr. Znany również jako aguardente i aguardiente, porównywany z wódką. Cachaça to alkohol, który uważany jest za tzw. dobro narodowe Brazylii, stanowi on jeden z głównych składników popularnego brazylijskiego drinka znanego jako Caipirinha. Cachaça jest nazwą unikalną, która zgodnie z obowiązującym w Brazylii prawem może być nadawana wyłącznie alkoholom produkowanym z cukru trzcinowego na terenie Brazylii
Po destylacji cachaça może być butelkowana natychmiast, jednak lepsze gatunki poddaje się dojrzewaniu w drewnianych beczkach, nawet przez cały rok, co nadaje jej złocisty kolor. Kadzie wykonane są zazwyczaj z różnych gatunków drewna spotykanych w Ameryce Południowej, często bardzo egzotycznych dla mieszkańców Europy, jak np. fernambuk, jatoba, migdałowiec, tabeuia i guanandi. 
Cachaça smakuje podobnie do rumu i tequili, ale ma lekki posmak owocowy i jest bardziej wytrawna i cierpka w smaku. Rocznie produkuje się 1,3 miliarda litrów tego napoju, z czego 1% jest eksportowany (głównie do Niemiec). Producenci cachaçy to między innymi Canario i Pitu.

## Proces starzenia
Cachaça może być poddawana procesowi starzenia w beczkach zbudowanych z różnych rodzajów drewna. Rodzaj drewna użytego do produkcji beczki w znacznym stopniu wpływa na ostateczny smak i aromat cachaçy. Do najpopularniejszych rodzajów drewna stosowanego do starzenia trunku należą:
- Amendoim bravo – drewno to pozwala na zachowanie charakterystycznego, pierwotnego smaku cachaçy
- Araruva / Kasztanowiec – cachaça starzona w beczkach z tego rodzaju drewna posiada kwiatowy, słodki aromat
- Cabreúva / Bálsamo – dodaje aromatowi cachaçy intensywności
- dąb – cachaça starzona w dębowych beczkach posiada migdałowy smak, zachowuje również aromat tanin
- amburana -– cachaça w tym przypadku jest lekko słodka z waniliowym aromatem
- jequitibá – dodaje aromatowi cachaçy złożoności.

W Polsce cachaça bardzo często mylona jest z białym rumem. Jej popularność w ostatnich latach w znaczącym stopniu wzrosła. Na terenie Brazylii działa aktualnie ponad 3 tysiące producentów cachaçy
Alkohol ten jest podstawowym składnikiem najbardziej popularnego brazylijskiego drinka o nazwie caipirinha. Alternatywną wersją na bazie wódka jest caipiroska.